# Maths Claesson
Maths Claesson, folkbokförd som Karl Mats Klasson, född 20 april 1959 i Värnamo, död 7 maj 2023 i Stockholm, var en svensk bokhandlare och science fiction-författare.

## Biografi
Claesson var aktiv i science fiction-fandom, en av grundarna och sedermera vd för Science Fiction-bokhandeln med butiker i Stockholm, Göteborg och Malmö. År 2013 debuterade han som skönlitterär författare med ungdomsboken Uttagningen.